# Теория организма Вернера
Теория организма (организменный подход) — подход в психологии развития, разработанный Х. Вернером, согласно которому психологические процессы необходимо изучать в целом, действующем организме. Например, процессы восприятия необходимо изучать не изолированно, а по мере того, как они появляются из начальных форм действий и чувств, в которых заложена перцептивная основа.

## Изучение психологических процессов
Х. Вернер изучал принципы исторического развития музыкальных систем и освоение этих систем ребёнком. Он провёл генетический эксперимент, в котором испытуемых обучали искусственно созданной музыкальной системе тонов и интервалов между ними. По Х. Вернеру, анализ процесса овладения этой системой даёт возможность понять универсальные законы развития. Вернер подчёркивал в своей работе, что нельзя говорить о том, в каком возрасте у ребёнка появляется та или иная психическая функция. Можно лишь говорить об уровнях развития функции, находящейся в процессе качественных изменений и взаимодействий с другими функциями на различных возрастных этапах.
Он требовал соответствия тестовых задач интересам ребенка, создание естественных ситуаций тестирования ребёнка.
Вернер учитывал, что изучать психологические процессы практически невозможно, если их не разделять. Поэтому он был согласен, что подобное разделение на секции является, во-первых, удобным для изучения, а во-вторых, возможным для взрослых. У взрослых функционирование зрелое и дифференцированное. Взрослые способны различать мысли и чувства, поэтому появляется возможность изучать мышление как изолированную деятельность. Хотя, как подчёркивает Вернер, нельзя забывать о когнитивных процессах и особенностях организма.

## Ортогенетический принцип
Вернер основывается на широком общебиологическом понимании природы развития и формулирует ортогенетический принцип (от греч. orthos — прямой, правильный) как всеобщий универсальный, фундаментальный базовый закон, которому подчиняется развитие всех форм и процессов жизни. Согласно ортогенетическому принципу, всюду, где есть развитие, оно идет от состояний относительной глобальности и отсутствия дифференциации к состояниям большей дифференцированности, артикулированности и иерархической интеграции. Вернер считает, что живой организм — это психофизическое единство и что если развитие органических процессов подчинено ортогенетическому принципу, то умственное развитие также не должно составлять здесь исключения и также должно идти в соответствии с этим принципом.

## Аспекты психического развития
Серьёзным вкладом Вернера в теорию психического развития является уточнение и систематизация понятий, которые позволяют более четко характеризовать черты строения психической сферы, направление её развития и особенности поведения, характерные для более низких и более высоких уровней развития. . Он выделяет пять аспектов, в которых проявляется прогрессивный ход психического развития. Это:
1. Синкретичность — дискретность. Эти термины относятся к содержанию ментальных функций и указывают на то, что содержания, которые на высших ступенях выступают как разные, на низших представлены слитно, недифференцированно, синкретично;
2. Диффузность — расчлененность. Общее развитие структуры направлено от форм относительно однородных и гомогенных к формам с ясной самостоятельностью отдельных частей;
3. Неопределенность — определенность. По мере развития отдельные элементы целого становятся все легче отличимыми друг от друга как по форме, так и по содержанию;
4. Ригидность — подвижность. Чем более дифференцирована структура и более дискретно психическое содержание, тем более пластично, гибко и разнообразно поведение;
5. Лабильность — стабильность. Эта оппозиция указывает на внутреннюю устойчивость системы.

## Дифференциация и иерархическая интеграция
Вернер выделил ввёл в психологию развития два понятия дифференциация и иерархическая интеграция.
Дифференциация — разделение нерасчленённого целого на части, имеющие различные формы и разные функции. Организм, например, проходит через эту стадию, когда эмбрион при развитии разделяется на различные органы.
Вернер выделяет три уровня, на которых происходит дифференциация:
- сенсо-моторно-эффективный уровень (для маленького ребенка субъект и объект слиты в синкретичном, неделимом единстве, что затрудняет разделение «я» и «не я»);
- перцептивный уровень (каждый элемент воспринимаемого целого наполнен ситуативным значение этого целого, поэтому маленькие дети часто не могут опознать знакомый объект если в нем изменить хотя бы один элемент);
- концептуальный уровень (в речи маленького ребёнка, когда он только начинает говорить, слово и предложение не дифференцированы, а базисная функция языка служит не задачам коммуникации, а инструментом действия).

Иерархическая интеграция — переход под контроль высших регулирующих центров. Например, движения конечностей становятся дифференцированными, а затем координированными, когда они переходят под контроль высших цепей управления в центральной нервной системе.
В контексте организменного подхода очень важно понятие иерархической интеграции, так как это показывает, как когнитивные процессы появляются из телесного, эмоционального и сенсорного опыта и функционирует, что необходимо учитывать при изучении психологических процессов.
У детей же различные психологические процессы значительно менее дифференцированы, чем у взрослых. Детское восприятие, например, более тесно связано с моторным действием и эмоциями. И при исследовании, например, восприятия формы у детей, необходимо помнить о различии между взрослым восприятием и восприятием в опыте ребёнка.